# محمدرضا مبلغی
محمدرضا مبلغی مروجی (زاده ۱۳۴۴) روحانی و نماینده دوره یازدهم مجلس شورای اسلامی از حوزه انتخابیه کوهدشت و رومشکان در استان لرستان بوده‌است. وی اهل شهرستان بروجرد استان لرستان و فرزند ماشاءالله مروجی از روحانیون است. 
او توانست در یازدهمین دوره انتخابات مجلس شورای اسلامی که در تاریخ ۲ اسفند ۱۳۹۸ برگزار شد با کسب ۶۲٬۰۵۵ رأی از مجموع ۱۱۳٬۲۷۹ رأی به مجلس راه یابد. از سوابق وی می‌توان به امام جمعه موقت کوهدشت، مدیر حوزه علمیه لرستان و  مشاور استاندار لرستان اشاره نمود. وی در دوره نمایندگی عضو کمیسیون فرهنگی مجلس بوده‌است.